# Quintana de la Roca (Castellcir)
La Quintana de la Roca és un paratge del terme municipal de Castellcir, a la comarca del Moianès.
Està situada al nord del sector central del terme, al nord-oest de la masia de la Roca, a llevant de la urbanització del Prat i al nord de la Roureda. És a llevant del Camí de Santa Coloma Sasserra.

## Etimologia
Deu el seu nom al fet que aquests camps són adjacents a la masia de la Roca; la paraula quintana reflecteix exactament aquest concepte.